# 阿尔巴尼亚劳动青年联盟
阿尔巴尼亚劳动青年联盟是阿尔巴尼亚社会主义人民共和国时期阿尔巴尼亚劳动党领导下的青年组织，成立于1941年11月23日，1992年在阿爾巴尼亞民主化運動中正式被現阿爾巴尼亞政府所解散。
该组织曾是阿尔巴尼亚民主阵线的一部分，當時阿尔巴尼亚的官方和恩維爾·霍查宣传称之为“取之不尽，用之不竭的最伟大革命力量”和“党的坚定战斗后备军”。阿尔巴尼亚劳动青年联盟亦负责指导恩维尔先锋队的工作。

## 历史
该组织的前身阿尔巴尼亚共产主义青年联盟于1941年11月23日成立于地拉那，1949年与人民青年联盟合并为阿尔巴尼亚劳动青年联盟。青年联盟在阿尔巴尼亚的各级行政区设有支部。
成员年龄在15-25岁之间，人数达200,000人；7-14岁的儿童则加入恩维尔先锋队。